# Šartaš
Šartaš (rusky Шарташ) je jezero na severovýchodním okraji ruského Jekatěrinburgu. Původně patřilo do povodí řeky Iseť, dnes je bezodtoké.

## Původ názvu
Název může pocházet ze samojedského sor-to, tedy průtočné jezero. Ten možná později upravili Baškirové a Tataři na složeninu dvou turkických kořenů sary (žlutý) a taš (kámen), v souvislosti se skálami na pobřeží. Možný je také původ v baškirském slovu šar, tedy močál (toto slovo by mělo také původ v samojedském sor).

## Popis
Jezero Šartaš vzniklo přibližně před milionem let. Na dně se nachází velké množství usazeného sapropelu, který je do značné míry znečištěn těžkými kovy z nedalekého žulového lomu. Na březích se dochovaly pozůstatky lidských sídlišť, nejstarší z nich sahají až do období pozdního neolitu. Odtok jezera do Isetě (Šartašský odtok) vycházel z jižního zálivu, na západ od vesnice Pěski. Už na konci 19. století ovšem nebyl odtok stálý, až nakonec vyschnul. Dnes dochází k odtoku z jezera jen výjimečně při nadměrných srážkách. Kromě srážek je jezero napájeno přibližně 50 drobnými prameny.
Nedaleko jezera objevil roku 1745 starověrecký zemědělec Jerofej Markov z přilehlé vesnice Šartašskij první ložisko zlata v Rusku. Obec Šartašskij byla jedním z nejvlivnějších center ruských starověrců.
V 19. století došlo k několika pokusům vysušit jezero odvedením vody do povodí řeky Pyšmy. Zbudovaný kanál dnes nefunguje.
Žijí zde okouni, plotice, karasi, líni, kapři, síh malý a hrouzek obecný.
Svůj volný čas zde zejména v létě rádi tráví obyvatelé Jekatěrinburgu. V okolí jezera jsou pěší trasy a nedaleko se nachází Šartašské skalní město.

## Galerie

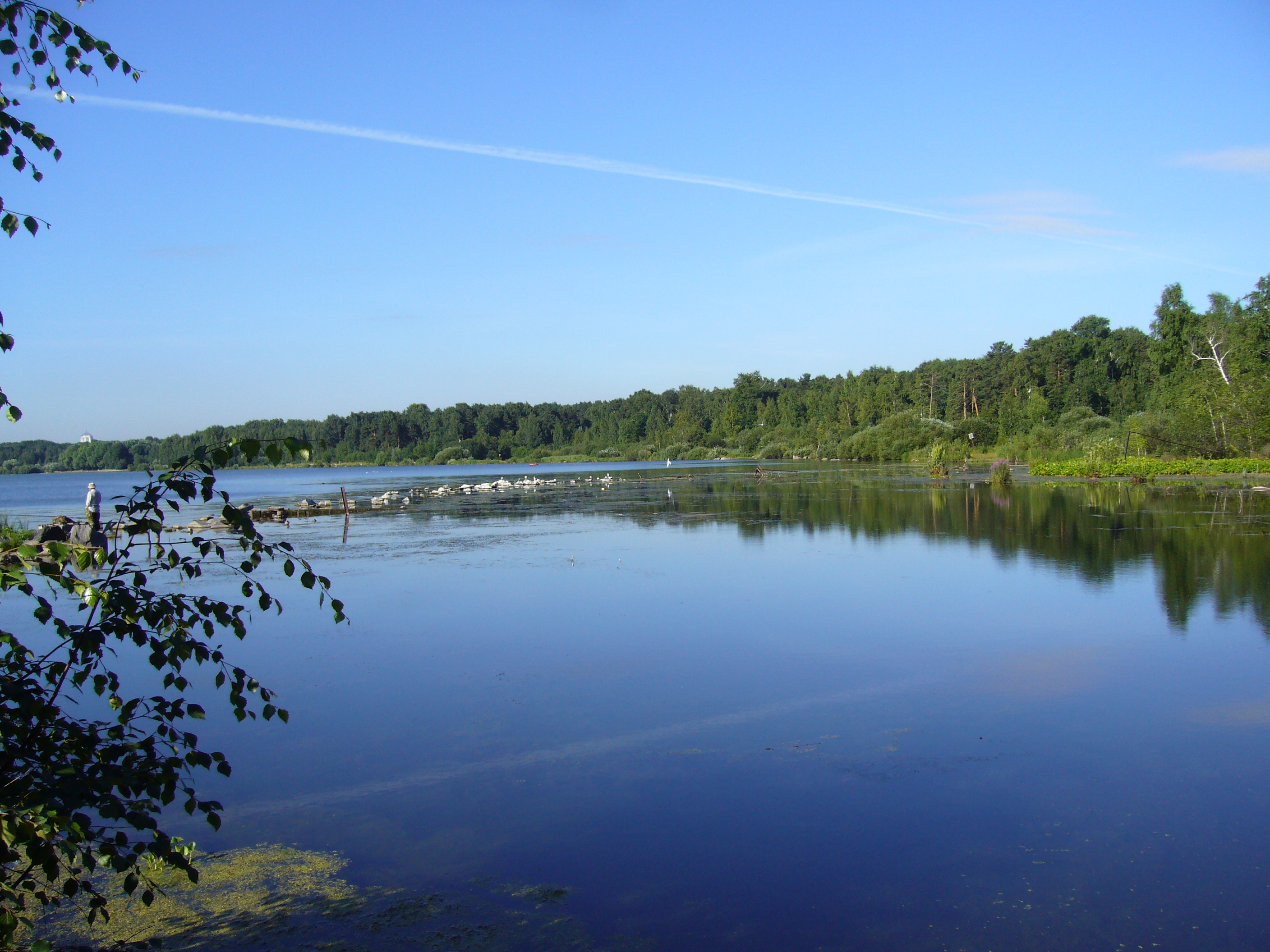
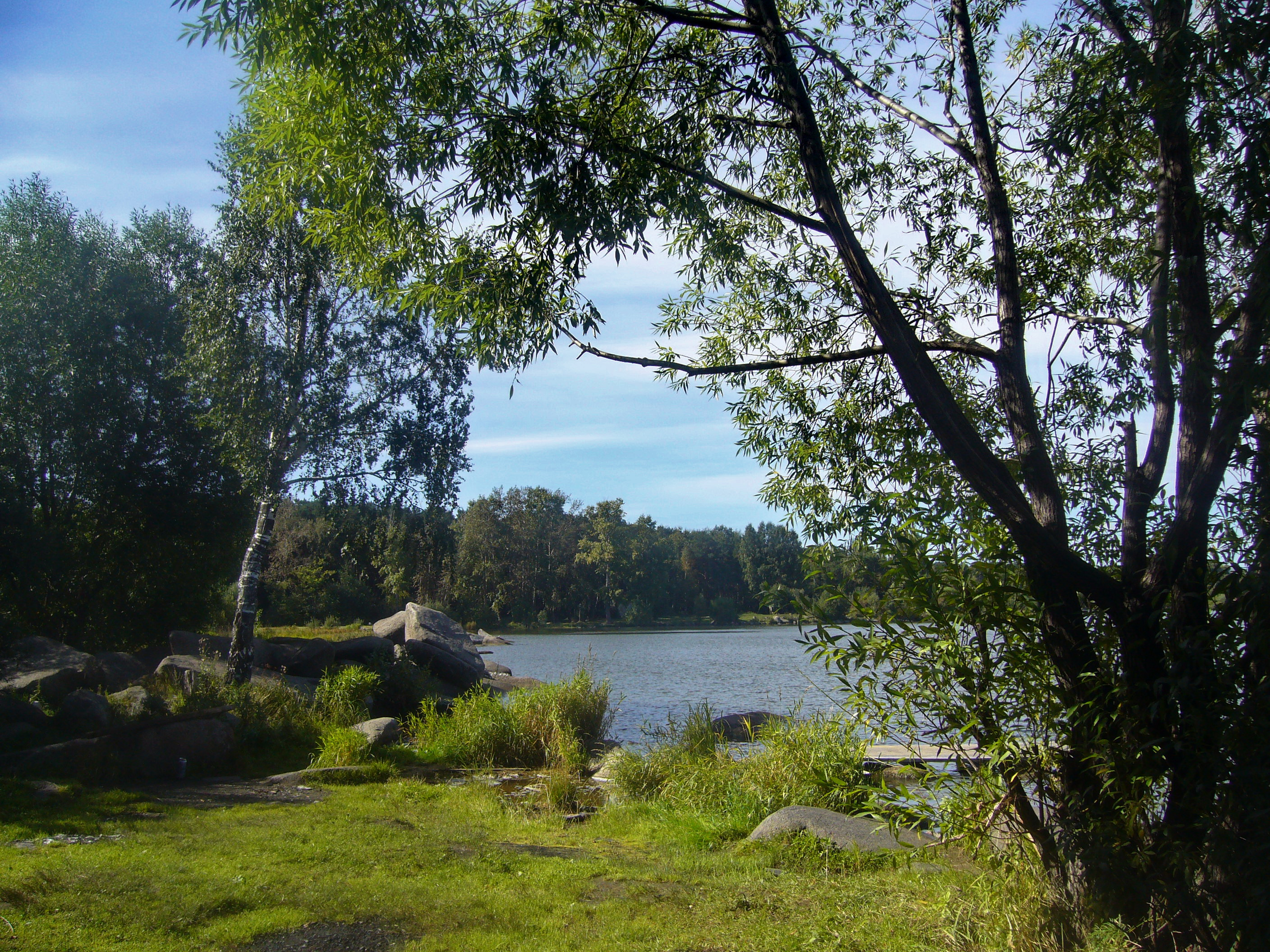
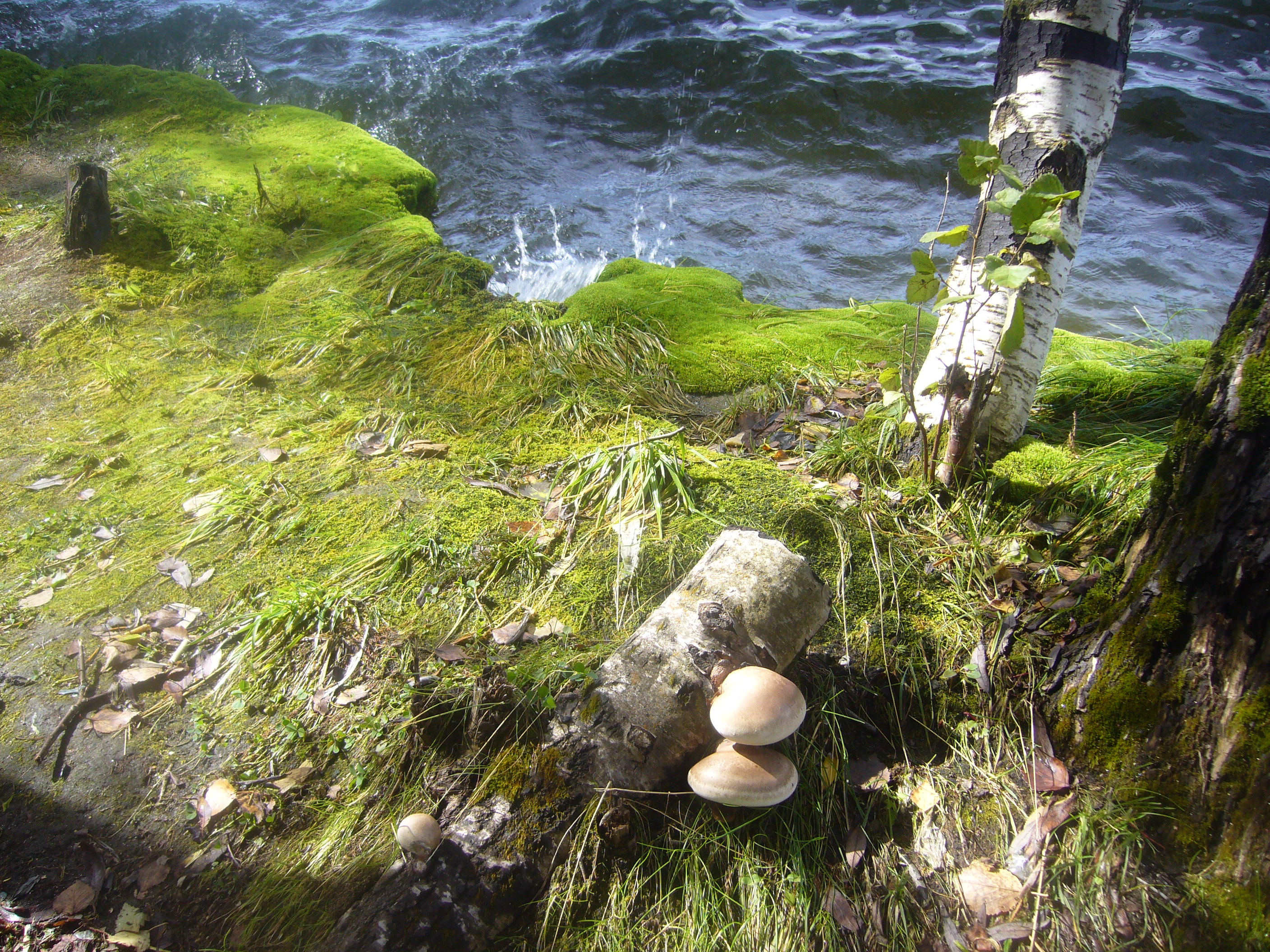
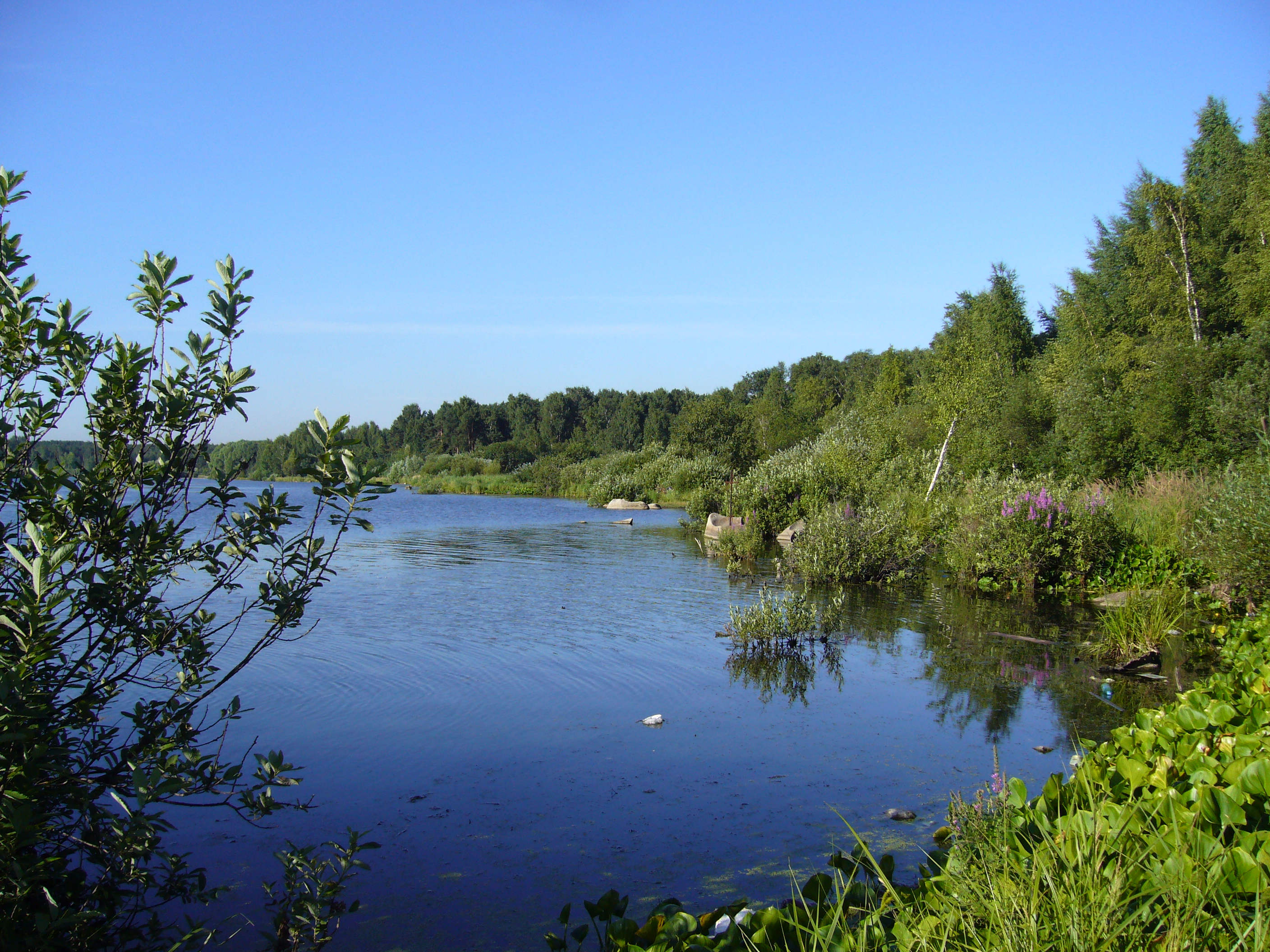
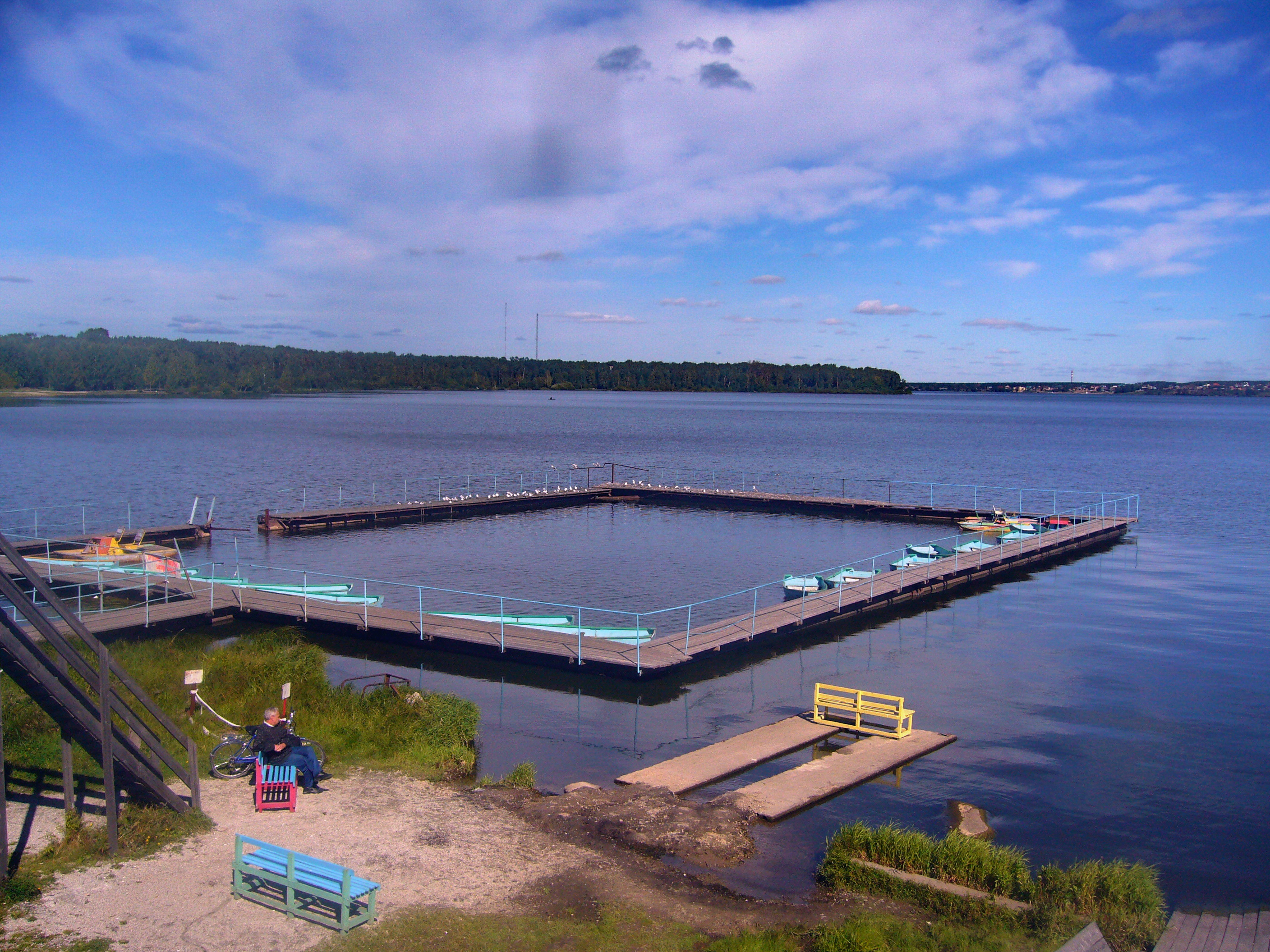
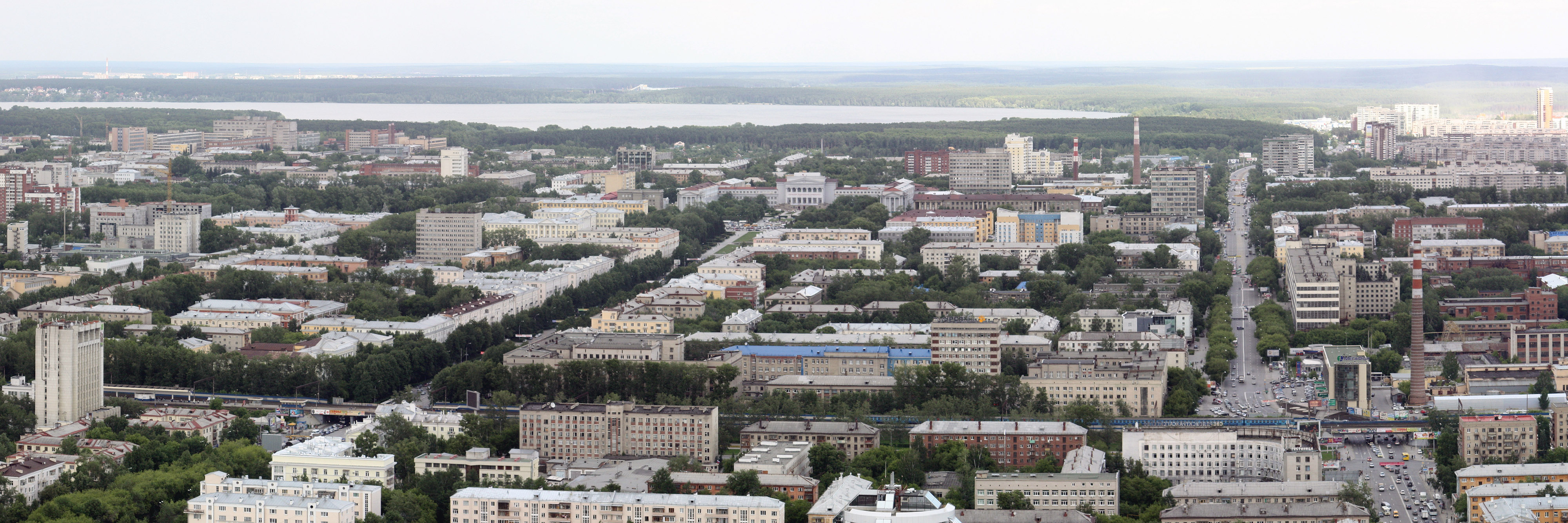